# Marini De Livera
Marini De Livera és una advocada i activista social de Sri Lanka que també va ser presidenta de la National Child Protection Authority (NCPA) a Sri Lanka. L'any 2019,el Departament d'Estat dels Estats Units li va concedir el Premi Internacional Dona Coratge.

## Biografia
Marini De Livera té estudis de postgrau en drets humans i un grau en Speech & Drama al Trinity College de Londres. També és coneguda pels seuse serveis socials crucials a Sri Lanka especialment per ajudar dones i nens víctimes d'activitats criminals, així com les seves tasques en matèria de drets humans com a formadora de l'Exèrcit de Sri Lanka.
A l'abril de 2017, va ser nomenada presidenta de la National Child Protection Authority pel president de Sri Lanka Maithripala Sirisena agafant el relleu de Natasha Balendran que va dimitir del càrrec per motius personals.
El Departament d'Estat dels Estats Units li va concedir el Premi Internacional Dona Coratge el 8 de març de 2019, (un premi que s'atorga a dones pels seus extraordinaris assoliments que sovint passa inadvertit en el Dia de la Dona Treballadora) per les seves contribucions crucials per elevar els estàndards de les dones a Sri Lanka. Va ser una de les deu guanyadores del premi. El premi havia de ser, en primera instància, per Jessikka Aro, una famosa diplomàtica i periodista finlandesa, però més tard es va anunciar que se li retiraria el premi a causa de les seves crítiques al president dels Estats Units Donald Trump sobre les investigacions del cas Mueller.